# Billie Rocks
Die Billie Rocks sind eine Gruppe von Klippenfelsen in der Borge Bay auf der Ostseite von Signy Island im Archipel der Südlichen Orkneyinseln. Sie liegen 150 m nordöstlich des Drying Point.
Der Name erscheint erstmals auf einer Landkarte, die 1927 nach einer groben Vermessung der Borge Bay durch Wissenschaftler der britischen Discovery Investigations entstand. Der Benennungshintergrund ist nicht überliefert.